# Karl Schoy
Pour les articles homonymes, voir Schoy.
Karl Schoy (également orthographié : Carl ; né le 7 avril 1877 à Bittelschieß, mort le 6 décembre 1925 à Francfort-sur-le-Main) est un mathématicien, historien des sciences et auteur allemand dans le domaine de l'astronomie arabe, la gnomonique et les mathématiques. 

## Formation
Schoy vient d'une famille d'enseignants catholiques de la Province de Hohenzollern et il a deux frères et une sœur. Au début, on lui a refusé l'enseignement supérieur parce que son père avait le modeste revenu d'un professeur de terrain. Il a reçu sa première formation dans l'ancienne école de formation des enseignants à Meersburg sur le lac de Constance. Il a passé l'absolutorium (de) au Realgymnasium en 1901 à Karlsruhe. Il a obtenu son doctorat en 1911 à l'université technique de Munich avec une thèse intitulée « Die geschichtliche Entwicklung der Polhöhenbestimmungen bei den älteren Völkern », sur le thème du développement historique de la latitude chez les peuples antiques. Ses directeurs de doctorat étaient Siegmund Günther et Sebastian Finsterwalder (de).

## Carrière
Schoy est professeur de mathématiques à Mülheim en 1908 et à Essen en 1909. De 1919 à 1921, il a été Privatdozent pour l'histoire des mathématiques et de l'astronomie à l'université de Bonn. 
Il était membre de la Deutsche Mathematiker-Vereinigung, l'association allemande des mathématiciens. 
Schoy, qui était considéré comme le successeur de Heinrich Suter (1848-1922) dans la recherche sur les mathématiques et l'astronomie arabes, est décédé le 6 décembre 1925 à Francfort-sur-le-Main, où il avait déménagé comme professeur d'université (Dozent) en histoire des sciences exactes au Proche-Orient quelques semaines plus tôt. Alors âgé de 49 ans, il a succombé à un accident vasculaire cérébral.

## Travaux
« Schoy est reconnu pour ses recherches pionnières et la publication de sources sur l'histoire de l'astronomie et de la trigonométrie des Arabes. Ses intérêts historiques datent de ses années d'étudiant à Munich, où il étudie auprès de Gunther et Braunmuhl. Malheureusement, Schoy n'a jamais pu réaliser son projet de devenir professeur d'université. Après l'obtention de son Habilitation en histoire des mathématiques et de l'astronomie (1919), il est empêché de donner des conférences en tant que Privatdozent pour des raisons politiques, dans le contexte d'après-guerre dans la Ruhr occupée. Schoy est décédé peu après avoir été nommé Dozent en histoire des sciences exactes au Proche Orient à l'Université de Francfort. Néanmoins, entre 1911 et 1925, Schoy a apporté de substantielles contributions à l'histoire des mathématiques arabes et de l'astronomie mathématique à travers une série d'excellents articles. Ses recherches se sont focalisées sur les méthodes arabes pour la détermination des coordonnées et la gnomonique. Grâce à Schoy, les travaux d'Al-Biruni (973-1048), alors presque oublié, sont redécouverts. En connexion avec ses recherches sur la trigonométrie arabe, il a trouvé le traité d'Archimède sur l'heptagone et il a montré que ladite « formule de Héron » pour un triangle a en réalité été d'abord découverte par Archimède ».

## Publications
- Arabische Gnomonik 1913
- Die trigonometrischen Lehren des persischen Astronomen Abu´l Raihan Muhammad ibn Ahmad al -Biruni, dargestellt nach Qanun al-Mas´udi, (Les enseignements trigonométriques de l'astronome persan Abu'l Raihan Muhammad ibn Ahmad al -Biruni, d'après Qanun al -Mas'udi), Hanovre, librairie orientale Heinz Lafaire, 1927 (éd. Heinrich Wieleitner, Julius Ruska )
- Beiträge zur arabisch-islamischen Mathematik und Astronomie (Contributions aux mathématiques et à l'astronomie arabo-islamiques), 2 volumes, Francfort-sur-le-Main, Institut d'histoire des sciences arabes 1988 (recueil de ses essais)
- Beiträge zur arabischen Trigonometrie, Contributions à la trigonométrie arabe, Isis vol. 5, 1923, pp. 364-399.
- Obituary of Heinrich Suter, in the Vj. Nat. Ges. Zur. 67 (1922), 407-413 (repris de Neue Zurcher Zeitung du 8 avril 1922),